# Wiktoryn (Bielajew)

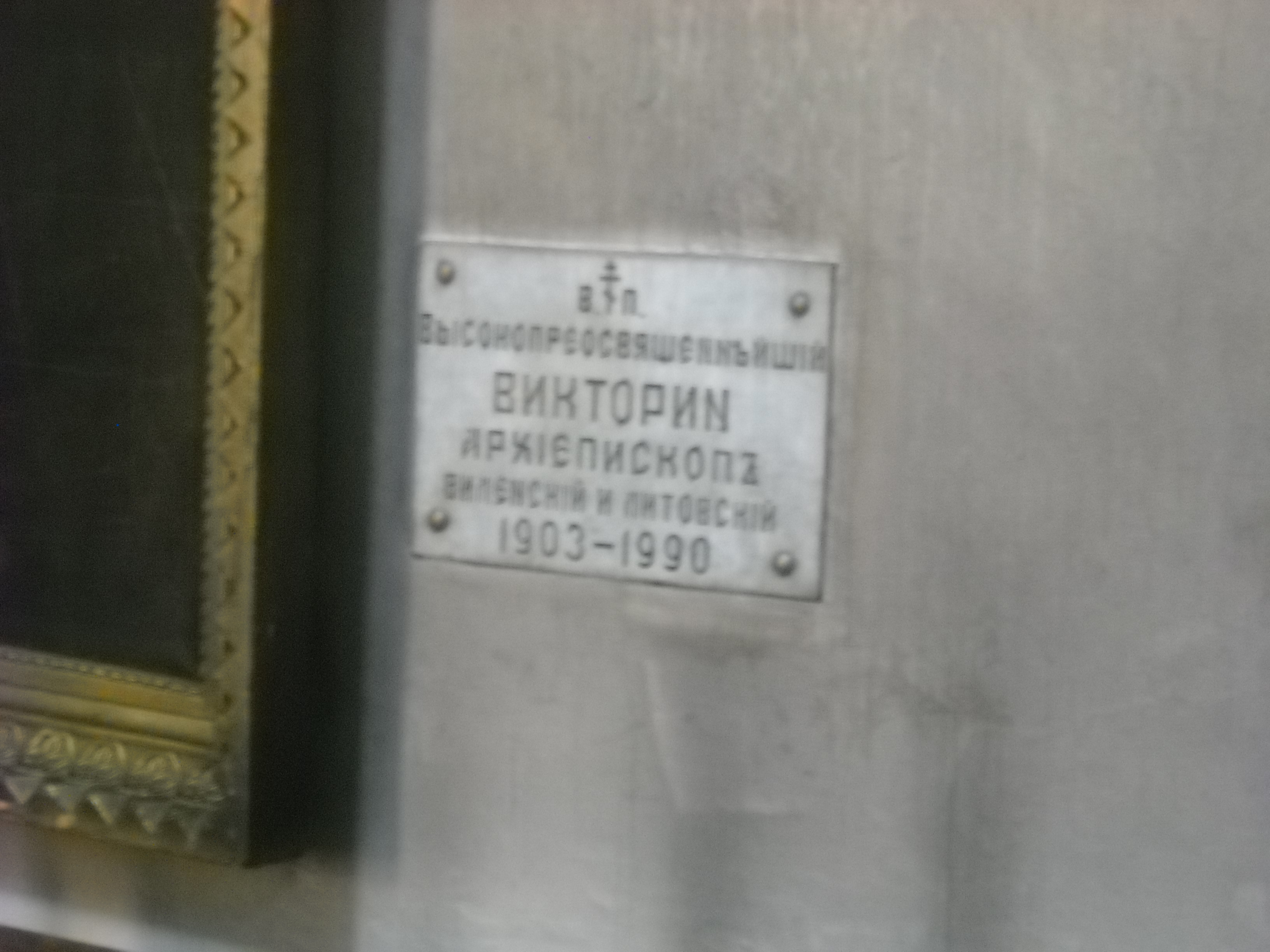
Tablica nagrobna arcybiskupa Wiktoryna w cerkwi Świętego Ducha w Wilnie

Wiktoryn, imię świeckie Władimir Wasiljewicz Bielajew (ur. 22 maja?/4 czerwca 1903 w Błosznikach, zm. 16 marca 1990) – rosyjski biskup prawosławny.

## Życiorys
W 1924 ukończył prawosławne seminarium duchowne w Wilnie i podjął pracę jako cerkiewny psalmista. Święcenia kapłańskie przyjął z rąk arcybiskupa wileńskiego Teodozjusza 29 kwietnia 1928. Następnie prowadził działalność duszpasterską w różnych parafiach w Wilnie oraz na Grodzieńszczyźnie. W 1931 ukończył studia w Studium Teologii Prawosławnej Uniwersytetu Warszawskiego.
W 1962 uzyskał dyplom Moskiewskiej Akademii Duchownej w trybie eksternistycznym. Od lat 60. XX wieku służył w różnych parafiach w Tule, w tym w soborze Wszystkich Świętych w tym mieście. W 1970 został dziekanem I dekanatu tulskiego. 1 czerwca 1973 złożył wieczyste śluby zakonne, przyjmując imię Wiktoryn. Otrzymał również godność archimandryty. Dwa dni później w soborze Objawienia Pańskiego w Moskwie miała miejsce jego chirotonia na biskupa permskiego i solikamskiego. Jako konsekratorzy wzięli w niej udział patriarcha moskiewski i całej Rusi Pimen, metropolici leningradzki i nowogrodzki Nikodem, kijowski i halicki Filaret, kruticki i kołomieński Serafin, tulski i bielowski Juwenaliusz, chersoński i odeski Sergiusz, lwowski i tarnopolski Mikołaj; arcybiskupi charkowski i bohoduchowski Nikodem, symferopolski i krymski Leoncjusz, wołokołamski Pitirim oraz biskupi penzeński i sarański Melchizedek, dmitrowski Włodzimierz, kaliniński i kaszyński Hermogen, woroneski i lipiecki Platon, podolski Serapion oraz zarajski Chryzostom.
3 września 1974 został biskupem wiedeńskim i austriackim. Po roku został wikariuszem eparchii tulskiej i bielowskiej z tytułem biskupa aleksińskiego. W 1977 mianowano go ordynariuszem tejże eparchii, zaś po roku przeniesiono na katedrę wileńską i litewską. Od 1982 nosił tytuł arcybiskupa. Zmarł w 1990 i został pochowany w podziemiach cerkwi monasteru Świętego Ducha w Wilnie.